# 페라리 몬자 SP
페라리 몬자 SP(영어: Ferrari Monza SP)는 페라리에서 2019년부터 생산 중인 오픈 스포츠카이다.

## 사양

### 엔진
페라리 몬자 SP의 엔진은 6.5 L F140 GC V12 엔진을 탑재하였다.

### 섀시
섀시는 812를 기반으로 하며 SP1 및 SP2 자동차 모두 탄소 섬유 복합 소재 차체를 갖추고 있다. SP1의 전비중량은 1,500 kg (3,306 lb)인 반면 2인용 SP2는 20 kg (45 lb) 더 무겁고 1,520 kg (3,351 lb)이다.

### 성능

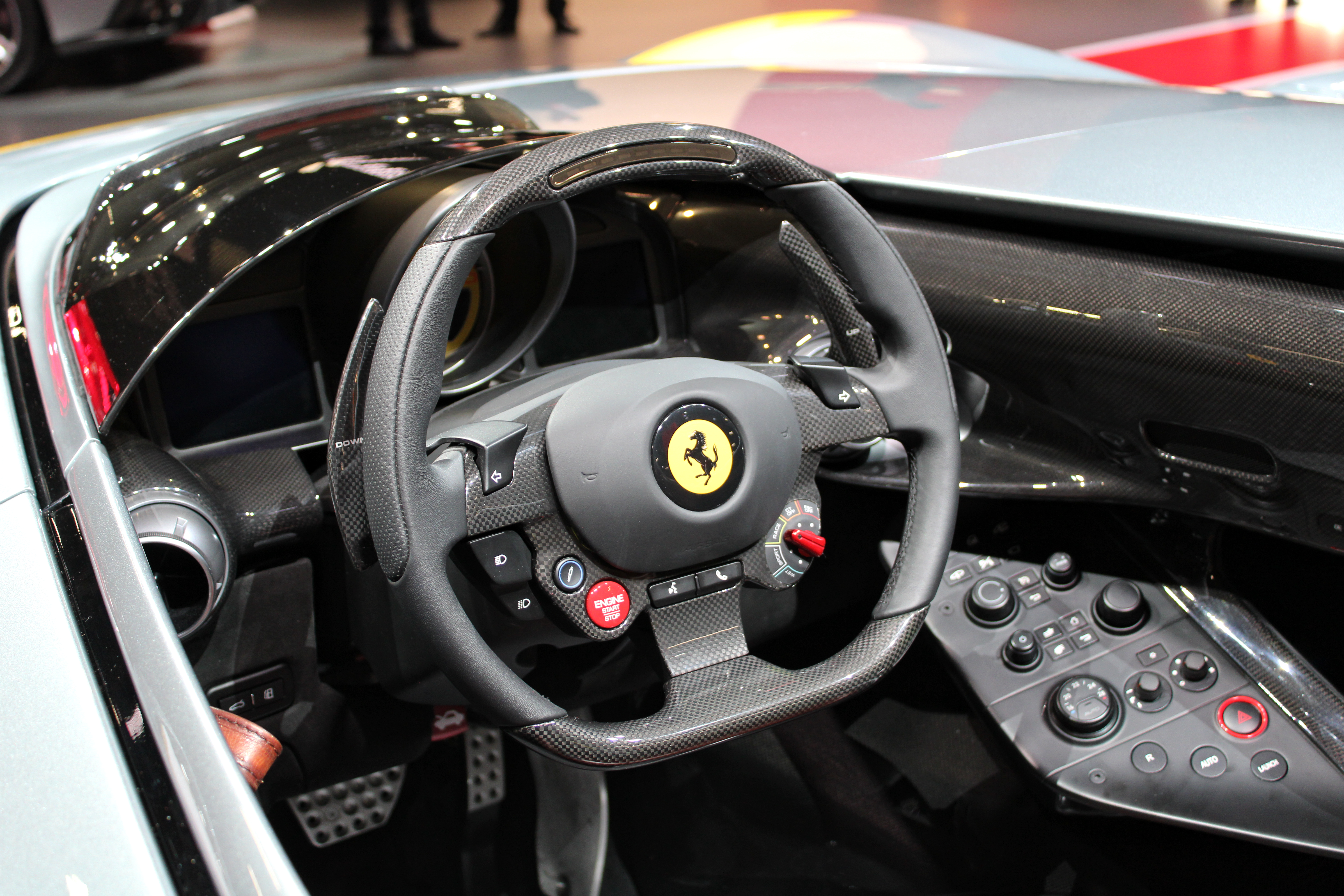
내부

제조업체가 주장한 두 모델의 성능 수치에는 0–97 km/h (0–60 mph) 가속 시간 2.9초, 0–200 km/h (0–124 mph) 가속 시간 7.9초 및 최고 속도가 포함되어 있으며 299 km/h (186 mph)를 초과하는 속도를 가지고 있다.

## 디자인
SP1 및 SP2는 166 MM, 250 테스타로사 및 750 몬자와 같은 전후 초형 페라리 레이스카에서 영감을 받은 낮은 탄소 섬유 스피드스터 차체를 특징으로 한다.

## 비디오 게임에서의 등장
- 아스팔트 8: 에어본
- 아스팔트 9: 레전드

## 긱주
1. ↑  “Ferrari Monza SP1 e SP2 - Official Website”. 《monza.ferrari.com》 (영어). 2018년 10월 2일에 원본 문서에서 보존된 문서. 2018년 10월 2일에 확인함.
2. ↑  “Ferrari Monza SP1, SP2 roadsters put 800 hp and the wind in your face”. 《Roadshow》 (영어). 2018년 9월 18일. 2018년 9월 18일에 확인함.
3. ↑  Stecher, Nicolas. “At the Unveiling of the $1.4 Million Ferrari Monza SP1 and SP2”. 《The Drive》 (미국 영어). 2018년 9월 18일에 확인함.